# Anne Haug
Anne Haug (Pegnitz, 20 de enero de 1983) es una deportista alemana que compite en triatlón.
Ganó dos medallas en el Campeonato Mundial de Triatlón, plata en 2012 y bronce en 2013, una medalla de oro en el Campeonato Mundial de Triatlón por Relevos Mixtos de 2013, una medalla de oro en el Campeonato Europeo de Triatlón de Larga Distancia de 2021 y una medalla de plata en el Campeonato Europeo de Triatlón de Media Distancia de 2021.
Además, obtuvo cinco medallas en el Campeonato Mundial de Ironman entre los años 2018 y 2023, y una medalla de bronce en el Campeonato Mundial de Ironman 70.3 de 2018.

## Palmarés internacional
| Campeonato Mundial                    | Campeonato Mundial       | Campeonato Mundial | Campeonato Mundial |
| Año                                   | Lugar                    | Medalla            | Prueba             |
| ------------------------------------- | ------------------------ | ------------------ | ------------------ |
| 2012                                  | Auckland (Nueva Zelanda) | Medalla de plata   | Individual         |
| 2013                                  | Londres (Reino Unido)    | Medalla de bronce  | Individual         |
| Campeonato Mundial por Relevos Mixtos |                          |                    |                    |
| Año                                   | Lugar                    | Medalla            | Prueba             |
| 2013                                  | Hamburgo (Alemania)      | Medalla de oro     | Relevo mixto       |

| Campeonato Europeo | Campeonato Europeo | Campeonato Europeo | Campeonato Europeo |
| Año                | Lugar              | Medalla            | Prueba             |
| ------------------ | ------------------ | ------------------ | ------------------ |
| 2021               | Roth (Alemania)    | Medalla de oro     | Individual         |

| Campeonato Europeo | Campeonato Europeo | Campeonato Europeo | Campeonato Europeo |
| Año                | Lugar              | Medalla            | Prueba             |
| ------------------ | ------------------ | ------------------ | ------------------ |
| 2021               | Walchsee (Austria) | Medalla de plata   | Individual         |

| Campeonato Mundial | Campeonato Mundial          | Campeonato Mundial | Campeonato Mundial |
| Año                | Lugar                       | Medalla            | Prueba             |
| ------------------ | --------------------------- | ------------------ | ------------------ |
| 2018               | Hawái (Estados Unidos)      | Medalla de bronce  | Individual         |
| 2019               | Hawái (Estados Unidos)      | Medalla de oro     | Individual         |
| 2021               | St. George (Estados Unidos) | Medalla de bronce  | Individual         |
| 2022               | Hawái (Estados Unidos)      | Medalla de bronce  | Individual         |
| 2023               | Hawái (Estados Unidos)      | Medalla de plata   | Individual         |

| Campeonato Mundial | Campeonato Mundial             | Campeonato Mundial | Campeonato Mundial |
| Año                | Lugar                          | Medalla            | Prueba             |
| ------------------ | ------------------------------ | ------------------ | ------------------ |
| 2018               | Nelson Mandela Bay (Sudáfrica) | Medalla de bronce  | Individual         |